# Cosmophyga monastica
Cosmophyga monastica är en fjärilsart som beskrevs av Paul Dognin 1893. Cosmophyga monastica ingår i släktet Cosmophyga och familjen mätare. Inga underarter finns listade i Catalogue of Life.